# Yoshinogawa
Yoshinogawa (japanska: 吉野川市?, Yoshinogawa-shi) är en stad i Tokushima prefektur i Japan. Staden skapades 2004 genom en sammanslagning av kommunerna Kamojima, Kawashima, Misato och Yamakawa.